# Jeanette Kawas
Blanca Jeanette Kawas Fernández (16 tháng 1 năm 1946 - 6 tháng 2 năm 1995) là một nhà hoạt động môi trường người Honduras được biết đến với vai trò cứu sống hơn 400 loài động thực vật.

## Tiểu sử
Kawas bắt đầu nghiên cứu của mình tại trường Miguel Paz Barahona và nhận được danh hiệu Kế toán chuyên gia và Kế toán viên bàng chứng vào năm 1967, sau đó bà bắt đầu làm việc trong các tổ chức tài chính trong những năm 1970. Từ năm 1977 đến 1979, bà gặp và kết hôn với Jim Watt, sinh hai đứa con, Damaris và Jaime.     
Đầu những năm 1980, bà cùng các con chuyển đến thành phố New Orleans, nơi bà học tính toán, đạt được nhiều chứng chỉ, giải thưởng và trích dẫn về thành tích và sự xuất sắc trong học tập. Đầu những năm 1990, bà bắt đầu làm việc tại Hiệp hội sinh thái học ở Honduras. Các hoạt động của bà và tiến bộ để bảo tồn 449 loài thực vật, đa dạng động thực vật, đầm phá ven biển, thác đá, đầm lầy, rừng ngập mặn, bãi đá, bãi cát và rừng mưa nhiệt đới nằm trong dải bờ biển dài 40 km, là một trở ngại cho việc kinh doanh dự án.

## Giết người
Vào ngày 6 tháng 2 năm 1995 khoảng 7:45 PM, Kawas đã bị bắn bởi hai nghi phạm không rõ danh tính tại nhà bà ở Barrio El Centro ở Tela, Atlántida. Trong số các nghi phạm giết người có Đại tá Mario Amaya (được biết đến với cái tên Tigre Amaya), người được cho là đã gặp trung sĩ Ismael Perdomo và Mario Pineda (còn gọi là Chapin) tại trụ sở cảnh sát ở Tela. 

## Hậu quả
Vì không có sự quan tâm nhiều hơn về phần hệ thống tư pháp của người Do Thái trong việc giải quyết tội ác này, vào ngày 13 tháng 1 năm 2003, Nhóm Phản ánh, Nghiên cứu và Truyền thông (ERIC) của Hiệp hội Jesus và Trung tâm Tư pháp Quốc tế (CEJIL) đã gửi ba các yêu cầu cá nhân gửi tới Ủy ban Nhân quyền Liên Mỹ, trong đó họ tuyên bố Nhà nước Honduras chịu trách nhiệm về vụ giết người của Jeanette Kawas, Carlos Escaleras và Carlos Luna.
Năm 2005, Tòa án Nhân quyền Liên Mỹ đã phát hiện Kawas v. Honduras được chấp nhận; phán quyết của nó trong năm 2009 đã đặt ra tiền lệ pháp lý quốc tế cho yêu cầu các chính phủ phải bảo vệ các nhà bảo vệ nhân quyền có nguy cơ về môi trường.